# Liste der Baudenkmäler im Bonner Ortsteil Ramersdorf
Die folgende Liste enthält in der Denkmalliste ausgewiesene Baudenkmäler auf dem Gebiet des Bonner Ortsteils Ramersdorf im Stadtbezirk Beuel.
Hinweis: Die Reihenfolge der Denkmäler in dieser Liste orientiert sich an den Straßennamen und ist alternativ nach Hausnummern, Denkmallistennummer oder Bezeichnung sortierbar.
Basis ist die offizielle Denkmalliste der Stadt Bonn (Stand: 15. Januar 2021), die von der Unteren Denkmalbehörde geführt wird. Grundlage für die Aufnahme in die Denkmalliste ist das Denkmalschutzgesetz Nordrhein-Westfalens.
| Bild           | Bezeichnung                                                                                               | Lage                                              | Beschreibung | Bauzeit               | Eingetragen seit | Denkmal- nummer |
| -------------- | --- | ------------------------------------------------- | --- | --------------------- | ---------------- | --------------- |
|                | | Am Conzberg 2, 2a Karte                           | |                       | bis Januar 1991  | A 1742          |
| weitere Bilder | Heiligenhäuschen Ramersdorf                                                                               | Gallusstraße/Lindenstraße Karte                   | Mehrfach umgestaltet, in seiner jetzigen Form seit 1923 bestehend.                                                                    | 1923                  |                  | A 3354          |
|                | | Kommendeweg 3 Karte                               | |                       |                  | A 2943          |
| weitere Bilder | Steinwegekreuz Ramersdorf, „Kommende-Kreuz“                                                               | Königswinterer Straße / Oberkasseler Straße Karte | | 17. Jahrhundert       |                  | A 2281          |
| weitere Bilder | Kommende Ramersdorf                                                                                       | Oberkasseler Straße 10 Karte                      | | Um 1842; 1860er; 1885 |                  | A 773           |
|                | | Lindenstraße 35 Karte                             | |                       |                  | A 1544          |
|                | | Lindenstraße 50 Karte                             | |                       |                  | A 3736          |
| weitere Bilder | Pförtnerhaus der Kommende Ramersdorf einschließlich Torbogen und Steinwegekreuz 1730                      | Lindenstraße 51/53 Karte                          | | 1884 (Torbogen)       |                  | A 808           |
| weitere Bilder | Pförtnerhaus der Kommende Ramersdorf einschließlich Torbogen und Steinwegekreuz 1730: Steinwegekreuz 1730 | Lindenstraße 51/53 Karte                          | | 1730                  |                  | A 808           |
| weitere Bilder | | Lindenstraße 52 Karte                             | |                       |                  | A 4034          |
| weitere Bilder | „Richterhaus“ mit Kapelle und historischer Einfriedung                                                    | Mehlemstraße 1 Karte                              | heute Teil des Herz-Jesu-Klosters |                       |                  | A 3695          |
| weitere Bilder | Steinwegekreuz Ramersdorf                                                                                 | (vor) Mehlemstraße 1 Karte                        | vor heutiger Kapelle des Herz-Jesu-Klosters                                                                                           | 1820                  |                  | A 3679          |
|                | | Mehlemstraße 6 Karte                              | |                       |                  | A 1466          |
| weitere Bilder | Teile des ehemaligen Bonner Zementwerkes                                                                  | Rheinwerkallee/Oberkasseler Ufer Karte            | Reste des von 1858 bis 1987 betriebenen „Bonner Portland-Zementwerks“: Verwaltungsgebäude, Direktorenvilla, „Rohmühle“ und Wasserturm | 19. Jahrhundert       | 1989             | A 1559          |
| weitere Bilder | Teile des ehemaligen Bonner Zementwerkes: „Rohmühle“                                                      | Rheinwerkallee 3 Karte                            | Teil eines 2004–2006 errichteten Bürogebäudes mit Gaststättennutzung                                                                  |                       | 1989             | A 1559          |